# Построк
Постро́к или пост-рок (англ. post-rock) — жанр экспериментальной музыки, для которого характерно использование инструментов, связанных с рок-музыкой, а также ритма, мелодий, тембра и последовательности аккордов, которые не характерны для традиционного рока. Представители жанра в основном играют инструментальную музыку. Музыка построка объединяет в себе элементы разнообразных музыкальных жанров, таких как эмбиент, джаз, электронная музыка, рок.
Как и многие другие музыкальные термины, «построк» описывает самые разнообразные варианты звучания. Например, группы Don Caballero, Tortoise и Toe классифицируются как построк, хотя между ними мало общего помимо того, что основную роль в их музыке играют ударные и гитары.

## Происхождение термина
В 1994 году термин использовал английский музыкальный обозреватель Саймон Рейнольдс, в мартовском номере журнала Mojo Magazine опубликовавший обзор эмбиентного альбома группы Bark Psychosis Hex, испытавшего влияние Talk Talk. Рейнолдс в 123-м номере музыкального журнала The Wire определил «построк» как музыку, «где свойственные року инструменты применяются в не-роковых целях, гитары используются для создания тембров и текстур, а не риффов и аккордов». Позднее им же были обозначены перспективы построка:
Быть может, одна из перспектив развития музыки в будущем лежит… в кибернетическом роке; не только методология Техно, но и какая-то взаимосвязь между традиционной игрой на инструментах и использованием цифровых эффектов и аксессуаров.
Однако ещё в конце 1980-х термин «построк» употреблял российский джазовый саксофонист Алексей Козлов, в 1989 году основавший «Ассоциацию Пост-рок», объединившую группы Арсенал, Вежливый отказ, Ночной проспект, Нюанс, Лунный Пьеро, До Мажор, ГЛТ и др..

## Историческое развитие

### Ранние прецеденты
Построк появился и развивался под влиянием группы конца 1960-х — The Velvet Underground. Краут-рок 1960-х и 70-х также немало повлиял на жанр, в частности, через приём «моторик».
Британская группа Public Image Ltd стала пионером жанра, её журнал NME описывал как «возможно, первую построк-группу». Во втором своём альбоме Metal Box (1979) группа почти полностью отказалась от традиционных приёмов рока в пользу плотных, повторяющихся дабовых и краут-роковых звуковых ландшафтов и текстов Джона Лайдона, в форме потока сознания. Третий альбом — The Flowers of Romance (1981) стал ещё более радикальным, подчёркивая использование перкуссии и многоканальности музыки. По мнению Саймона Рейнольдса, именно мысль Лайдона о том, что «рок устарел», побудила группу экспериментировать с условностями этого жанра.
Движение шугейзинга конца 1980-х и начала 90-х также стало предшественником построка. Например, группа My Bloody Valentine уделяет внимание неортодоксальным, слоистым гитарным текстурам, нежели традиционным гитарным мелодиям.

### 1990-е

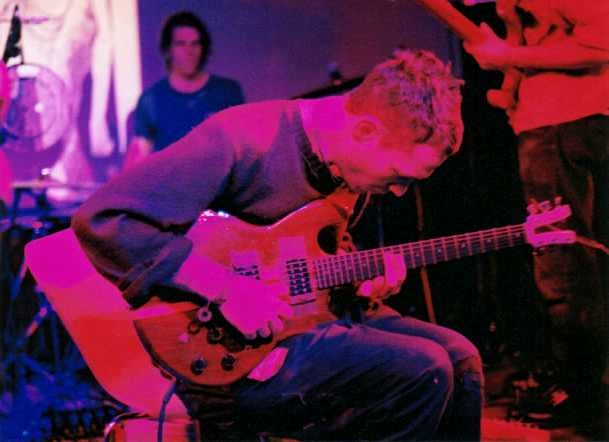
Дэвид Брайант — гитарист Godspeed You! Black Emperor

Такие группы начала 1990-х, как Slint, или более ранние, как Talk Talk, были признаны группами, повлиявшими на построк. Альбомы Slint Spiderland и Talk Talk Laughing Stock считаются альбомами, сформировавшими построк как таковой.
Первоначально использовавшийся для описания музыки таких групп, как Stereolab, Laika, Moonshake, Seefeel, Bark Psychosis и Pram, построк вырос до смеси джаза и краут-рока. Музыка носила инструментальный характер, приобретя оттенок электроники после 1994 года.
Такие группы, как Cul de Sac, Tortoise, Gastr del Sol, Labradford, Bowery Electric и Stars of the Lid приводятся в качестве основателей американского построк-движения. Второй альбом группы Tortoise под названием Millions Now Living Will Never Die сделал группу иконой построка. Множество групп (в частности, Do Make Say Think) начинали свой творческий путь под впечатлением звучания Tortoise.
Отправной точкой для многих значимых групп построка стал Монреаль, где такие группы, как Godspeed You! Black Emperor, A Silver Mt. Zion, Do Make Say Think, Fly Pan Am записывались на лейбле Constellation. Эти исполнители обычно характеризуются, как варьирующие между конкретными жанрами, исполняющие композиции с элементами джаза и камерной музыки.
Godspeed You! Black Emperor и шотландская группа Mogwai стали самыми влиятельными группами построка того времени, продолжив свою карьеру в 21-м веке.

### 2000-е

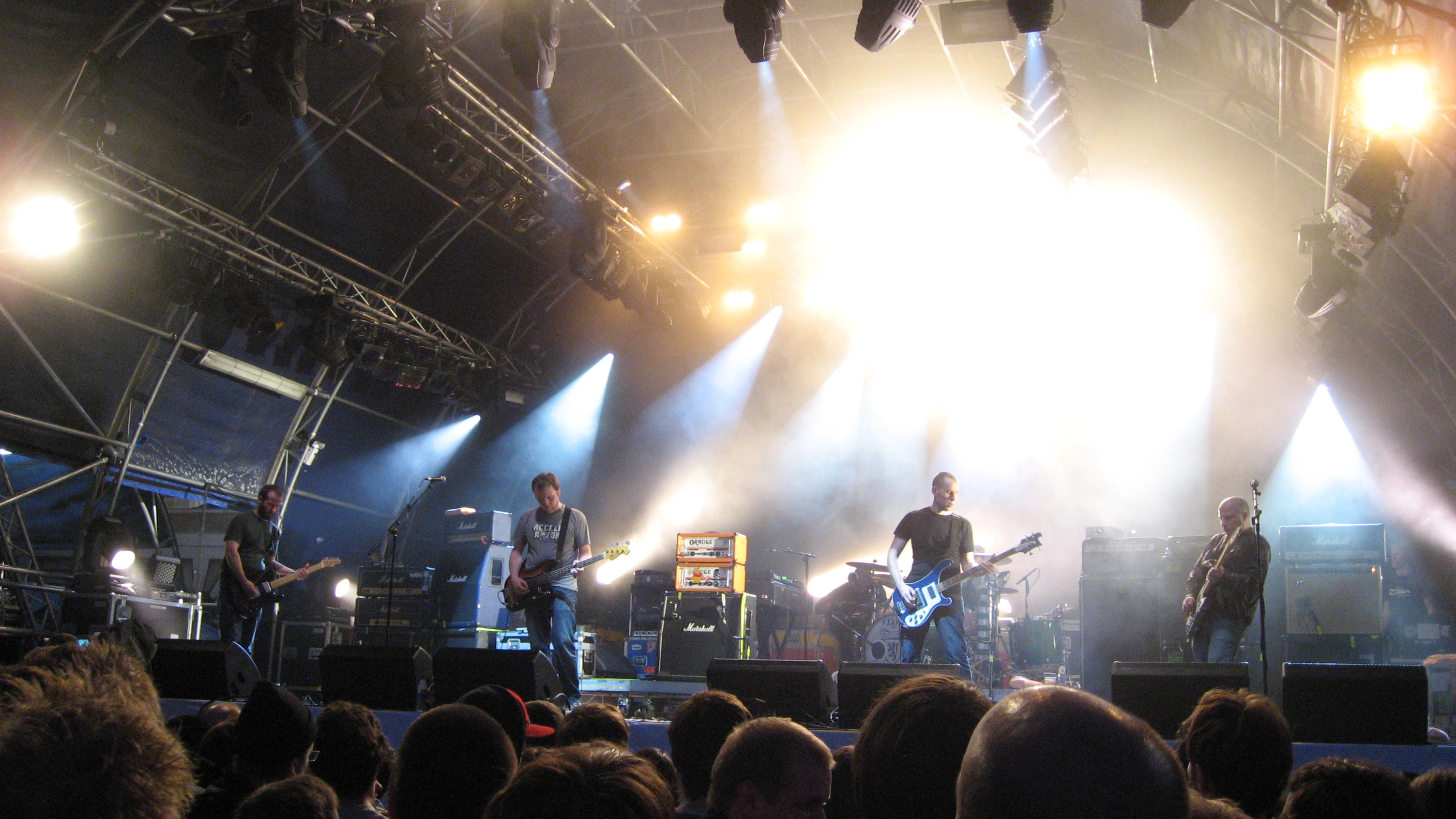
Концерт группы Mogwai

Группа Sigur Rós после выпуска альбома Ágætis Byrjun в 1999 году стала одной из популярнейших групп построка 2000-х. Композиции с их пятого альбома Með suð í eyrum við spilum endalaust, вышедшего в 2008 году, ротируются на радио и телевидении, что является редким явлением для построка. Это объясняется меньшей длиной треков и простой структурой песен. Помимо Sigur Rós, в рамках данного жанра известность обрели такие группы, как Hammock, Explosions In the Sky, Pelican, God Is An Astronaut, Maybeshewill, This Will Destroy You, Caspian и Mono.
С некоторыми исключениями, для построк-групп 21-го века характерны:
- Практически полный отказ от вокала
- Более частое использование цифровых эффектов и семпловых ритм-секций (Maybeshewill, 65daysofstatic)
- Практически повсеместное использование тематических видеорядов на концертах (God Is An Astronaut) для подчеркивания атмосферы и идей музыкальных композиций
- Очень сильное влияние таких жанров как progressive metal, progressive rock.

## Музыкальная характеристика
Построк является синтезом различных музыкальных жанров, включая эмбиент, джаз и электронику. Звучание гитар особенно для атмосферы каждого трека. В построке отсутствуют характерные для рока структуры песен и «хуки», а вокал либо отсутствует, либо является побочным элементом. В большинстве своём построк-группы используют элементы различных стилей. Музыканты построка избегают конкретного музыкального жанра, стараясь выразить свои идеи любыми средствами. Однако ранний построк сформировался под воздействием приёмов краут-рока, таких, как «моторик».
Композиторы построка зачастую используют повторение мотивов и изменений в структуре с чрезвычайно широким диапазоном динамики композиции. Эти приёмы похожи на приёмы Стива Райха, Филиппа Гласса и Брайана Ино — пионеров минимализма. Композиции построка в большинстве своём длительны и инструментальны.

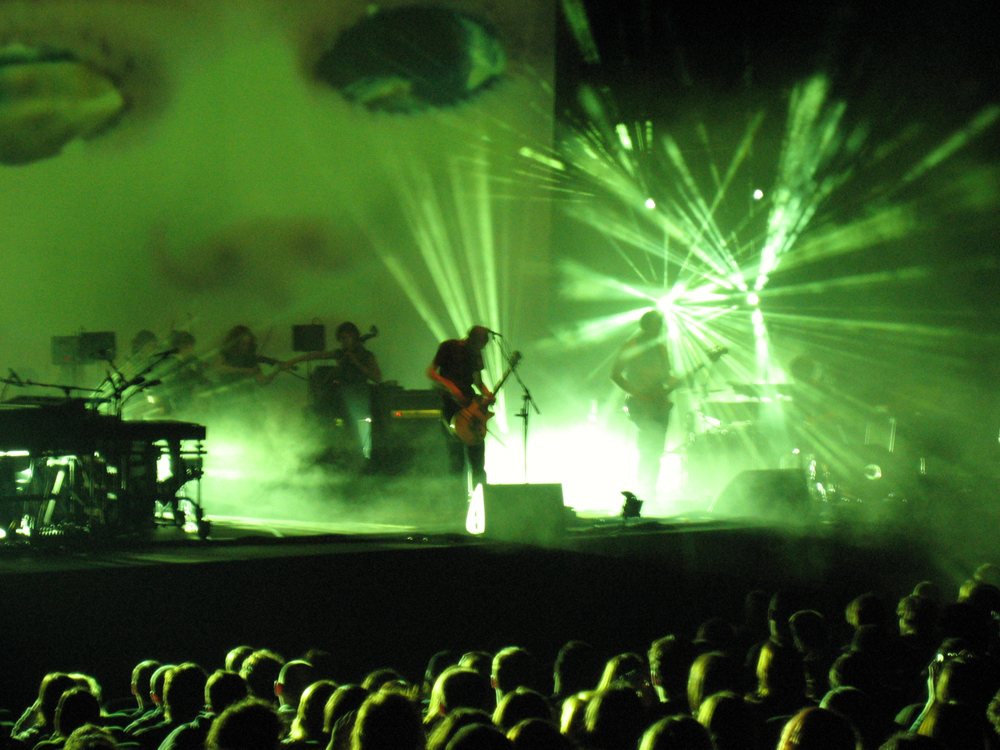
Sigur Rós — концерт в Барселоне, 2005 год

Вокальные партии не характерны для построка, однако это не означает, что они отсутствует полностью. Если же вокал и используется, то не в традиционном употреблении: некоторые построк-группы дают вокалу инструментальное значение для получения случайных звуков и эффектов, а не традиционное, где вокал важен для воспроизведения лирики. Группа Sigur Rós известна неординарными вокальными партиями на языке, называемым критиками «Hopelandic», который, по описанию самой группы, является формой тарабарщины и идеально подходит на роль ещё одного инструмента.
Некоторые группы, такие, как Rachel's и Clogs, сочетают построк и классическую музыку, в то же время как, например, Godspeed You! Black Emperor и Fly Pan Am настолько отдалились от популярной музыки, что их музыку часто сравнивают с минимализмом.
Одним из результатов различных музыкальных экспериментов стало слияние стилей, а не только использование их. В отдельный жанр выросло смешение метала и построка — образовалось новое течение под названием «постметал».